# Stazione del Parque
La stazione del Parque (in spagnolo: Estación del Parque) è stata una stazione ferroviaria di Buenos Aires. Capolinea della prima linea del paese, il ferrocarril Oeste de Buenos Aires, è stata la prima stazione della capitale dell'Argentina.
Era situata in plaza del Parque (oggi plaza Lavalle), nell'isolato sul quale ora sorge il teatro Colón.

## Storia
Il 12 gennaio 1854 lo stato di Buenos Aires, de facto indipendente dal resto del paese, diede in concessione alla Sociedad Camino de Hierro de Buenos Aires al Oeste la costruzione della prima linea ferroviaria che avrebbe dovuto unire la città ai territori ad ovest. Si decretò successivamente di costruire la stazione di testa della linea nell'isolato compreso tra Cerrito, Tucumán, Libertad e Viamonte. Fu ribattezzata del Parque poiché si trovava di fronte al Parco d'Artiglieria dell'Esercito.
Il 29 agosto 1857, alla presenza di alcune tra le più importanti autorità della provincia, tra i quali Valentín Alsina, Bartolomé Mitre e Domingo Faustino Sarmiento, la ferrovia e la stazione del Parque furono inaugurate con un primo viaggio dimostrativo.
Nelle decadi successive, a causa dell'impetuosa crescita della città, la stazione venne a trovarsi troppo nel mezzo del tessuto urbano. Il percorso della ferrovia infatti correva sino ad Once in mezzo alle strade di Buenos Aires, dove il traffico pedonale era aumentato. Nel 1878 il municipio impose il trasferimento del capolinea del ferrocarril Oeste da del Parque ad Once, cosa che in pratica avverrà solamente a partire dal 1º gennaio 1883. Dal giugno dell'anno seguente i locali della vecchia stazione divennero gli uffici dello Stato Maggiore Generale dell'Esercito.
Il 13 settembre 1886 autorizzò la demolizione del fabbricato per poter costruirvi al suo posto il nuovo teatro Colón. I lavori di smantellamento inizieranno solo quattro anni più tardi.

## Descrizione
La stazione del Parque presentava due edifici di un solo piano uniti da una volta bassa che sormontava tre binari, due dei quali fiancheggiati da banchina. Un quarto binario, prima di giungere nella stazione si biforcava ulteriormente: un ramo s'immetteva in uno scalo ferroviario compreso tra l'edificio e Viamonte e l'altro conduceva a delle officine situate nella parte nord del fabbricato.

## Movimento
Dalla stazione del Parque partivano treni di tratta intermedia diretti a Lobos e di lunga tratta diretti a Bragado.